# Synaphris
Synaphris és un gènere d'aranyes araneomorfes de la família dels sinàfrids (Synaphridae). Fou descrit per primera vegada per Eugène Simon el 1894. Fou transferit des dels Theridiidae als Symphytognathidae per Levi i Levi el 1962;: Forster & Platnick, el 1977 la van ubicar provisionalment dins els Mysmenidae. finalment, fou transferit als sinàfrids per Marusik i Lehtinen l'any 2003
Es troben al nord d'Àfrica, al sud d'Europa, a Madagascar, al Pròxim Orient i a Àsia central.

## Taxonomia
Segons el World Spider Catalog amb data de 10 de gener de 2019, el gènere Synaphris té reconegudes 11 espècies:
- Synaphris agaetensis Wunderlich, 1987
- Synaphris calerensis Wunderlich, 1987
- Synaphris dalmatensis Wunderlich, 1980
- Synaphris franzi Wunderlich, 1987
- Synaphris lehtineni Marusik, Gnelitsa & Kovblyuk, 2005
- Synaphris letourneuxi (Simon, 1884)
- Synaphris orientalis Marusik & Lehtinen, 2003
- Synaphris saphrynis Lopardo, Hormiga & Melic, 2007
- Synaphris schlingeri Miller, 2007
- Synaphris toliara Miller, 2007
- Synaphris wunderlichi Marusik & Zonstein, 2011